# Anttola

Wappen der ehemaligen Gemeinde Anttola

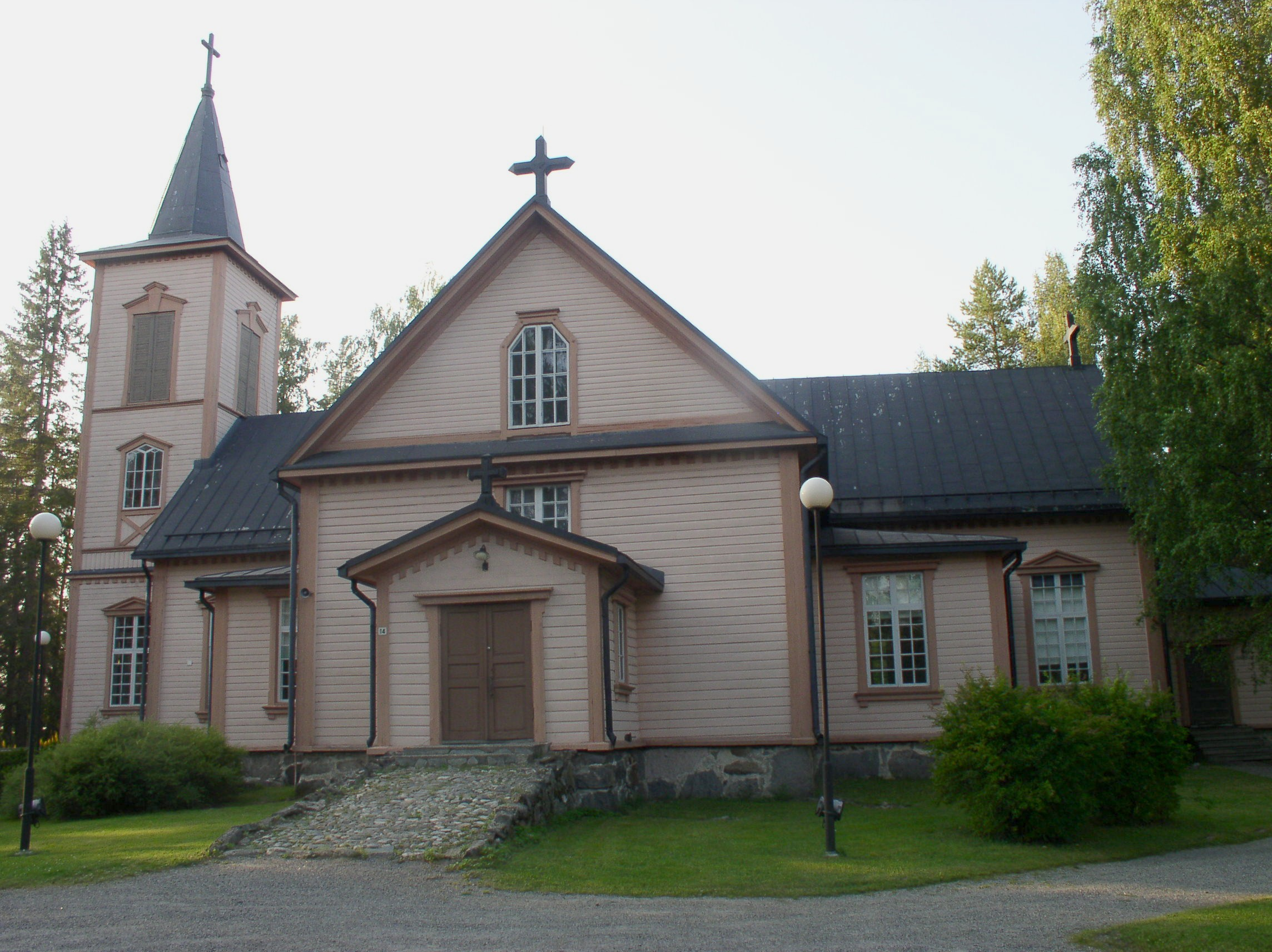
Kirche in Anttola

Anttola [ˈɑntːɔlɑ] ist ein Dorf und eine ehemalige Gemeinde in der finnischen Region Savo. Anttola liegt 22 Kilometer südöstlich des Stadtzentrums von Mikkeli. Die Gemeinde Anttola wurde Anfang 2001 zusammen mit der Landgemeinde Mikkeli in Mikkeli eingemeindet.
Die Gemeinde Anttola hatte eine Fläche von 363 km², wovon ein knappes Drittel von Binnengewässern bedeckt wurde. Die Einwohnerzahl betrug zuletzt knapp 1900. Außer dem Kirchdorf Anttola gehörten zur Gemeinde die Dörfer Hauhala, Huttula, Ikola, Kähkölä, Kääriälä, Maljala, Montola, Nurhola, Piskola, Pitkälahti, Pulkkila, Ruokola, Siiskola und Ylivesi.
Der olympische Silbermedaillengewinner im Skilanglauf Eero Kolehmainen stammte aus Anttola.
Koordinaten: 61° 35′ N, 27° 39′ O